# Карнатака
Карна́така (канн. ಕರ್ನಾಟಕ; англ. Karnataka) — штат на юго-западе Индии, созданный 1 ноября 1956 года с принятием Закона о реорганизации штатов. Изначально назывался Майсур, только в 1973 году получил своё нынешнее название.
Столица и крупнейший город — Бангалор. Население — 61 130 704 человек (2011). Официальный язык штата — каннада.

## О названии
Слово «Карнатака» часто связывают со словосочетанием kar nata «чёрная земля» на языке каннада — из-за цвета почвы, свойственной этому штату. Название Karnatak, однако, на протяжении истории ошибочно применялось по отношению к регионам в пределах Западных Гат или за их пределами (Кодагу и Керала), а также к области современного штата Андхра-Прадеш (Телингана).
Название также связывают со словами kar и nādu (Karnad) «страна чёрной почвы» и с сочетанием слова из языка каннада kari (ಕರಿ) «побережье» и санскритского nataka (नाटक) со значением «танец, актёрская игра».

## География

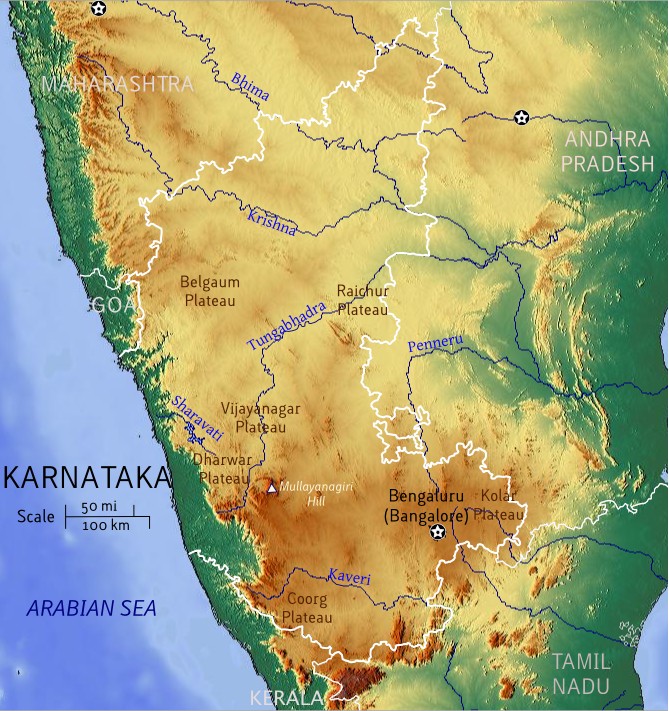
Топографическая карта региона

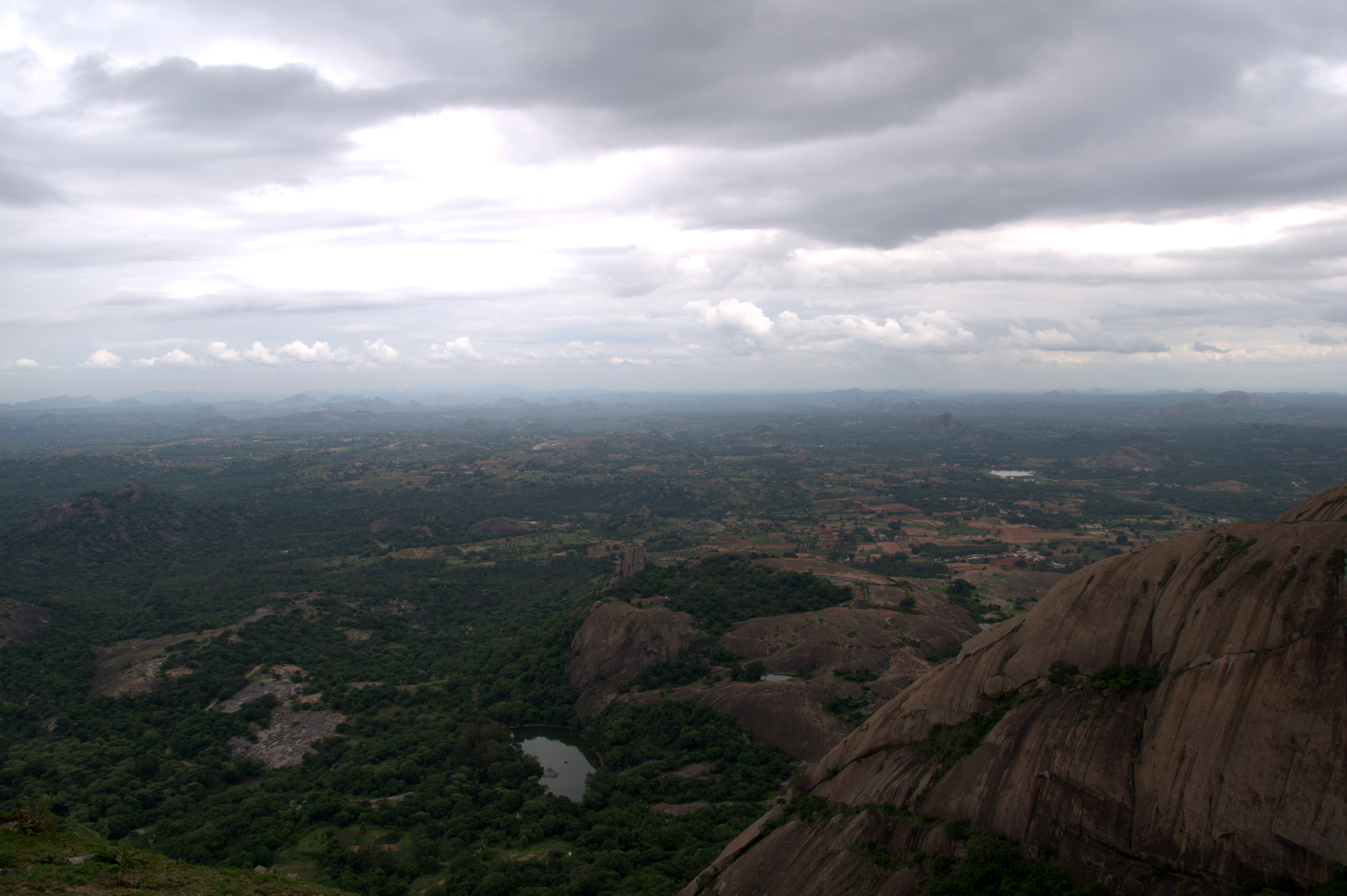
Муссоны в центральной Карнатаке

Площадь территории штата — 191 791 км² (8-е место, 5,83 % от площади страны).
Штат Карнатака расположен в юго-западной части Индии, между 11°30' и 18°30' северной широты. Граничит со штатами Махараштра и Гоа (на севере и северо-западе), Керала и Тамилнад (на юге), Андхра-Прадеш (на востоке), на западе омывается Аравийским морем. Территория простирается примерно на 750 км с севера на юг и на 400 км с запада на восток.
Штат расположен в районе плоскогорья Декан — в месте, где Западные и Восточные Гхаты сходятся вместе в горном регионе Нилгири. Высшая точка Карнатаки — гора Муллаянагири, имеющая высоту 1929 м над уровнем моря и расположенная в округе Чиккамагалуру.
Выделяют 3 основных географических района: побережье Аравийского моря, расположенное к западу от Западных Гхат, имеет ширину 48—64 км. Западные Гхаты протянулись через Карнатаку вдоль побережья, средняя высота этого района составляет около 900 м над уровнем моря. Плоскогорье Декан занимает большую часть внутренних районов штата, отличается довольно засушливым климатом.
Наиболее важные реки штата включают Кавери, Кришна, Палар, Тунгабхадра.

### Климат
Самая высокая когда-либо зарегистрированная в штате температура составляет 45,6 °C, была отмечена 23 мая 1928 года в Райчуре. Самая низкая температура составляет 2,8 °C, отмечена 16 декабря 1918 года в Бидаре.
Выделяют 4 сезона: зимний (с января по февраль), летний (с марта по май), сезон муссонов (с июня по сентябрь) и пост-муссонный сезон (с октября по декабрь). В послемуссонный и зимний сезоны климат наиболее мягкий и благоприятный на всей территории штата. Апрель и май — наиболее жаркие и засушливые месяцы. В июне отмечается жаркая и очень влажная погода, следующие 3 месяца (июль, август и сентябрь) характеризуются понижением дневных температур, однако столь же высокой влажностью. Средний уровень осадков составляет 1248 мм в год — от 562 мм в округе Багалкот до 4119 мм в округе Удупи.

### Флора и фауна

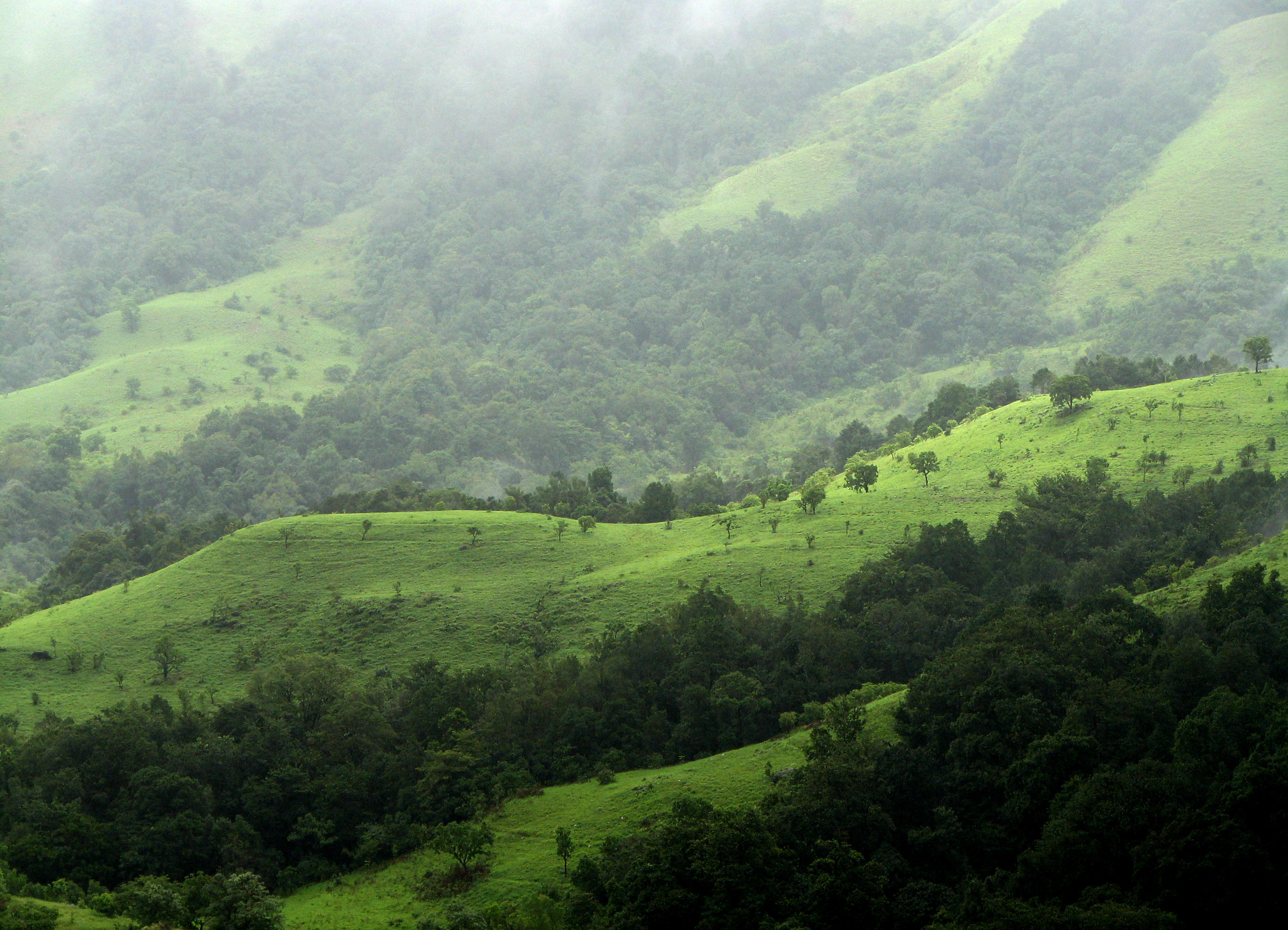
Западные Гхаты

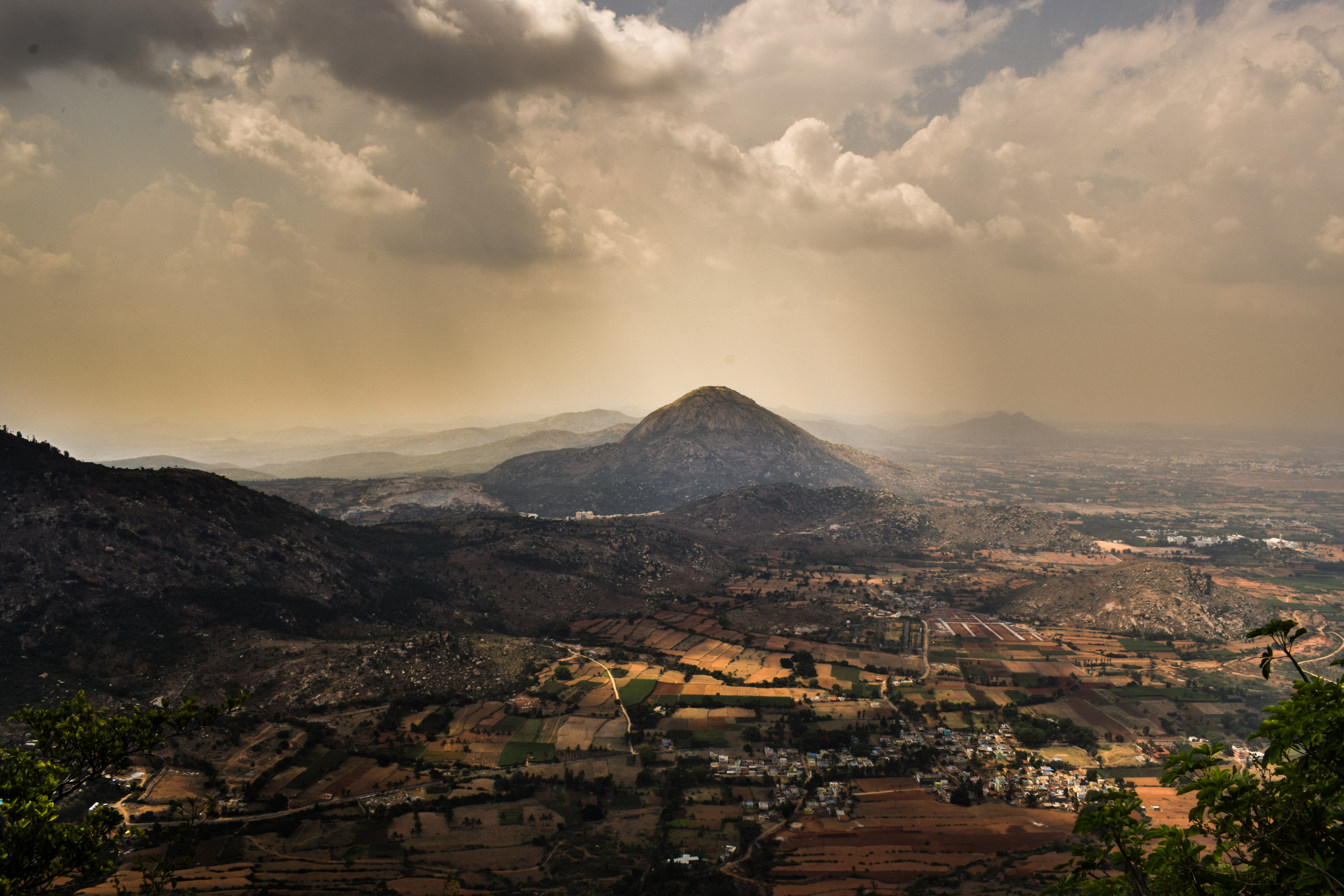
Вид на природу штата

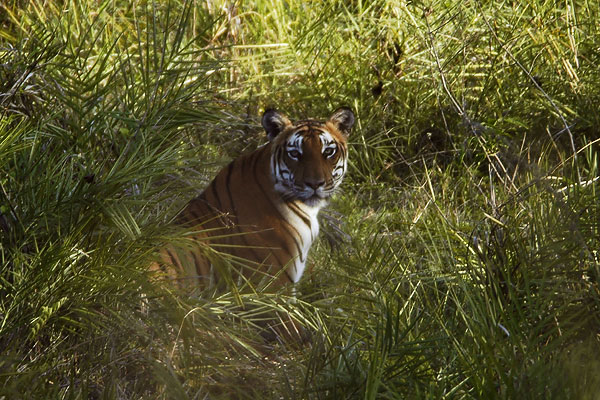
Тигр в заповеднике Бандипур

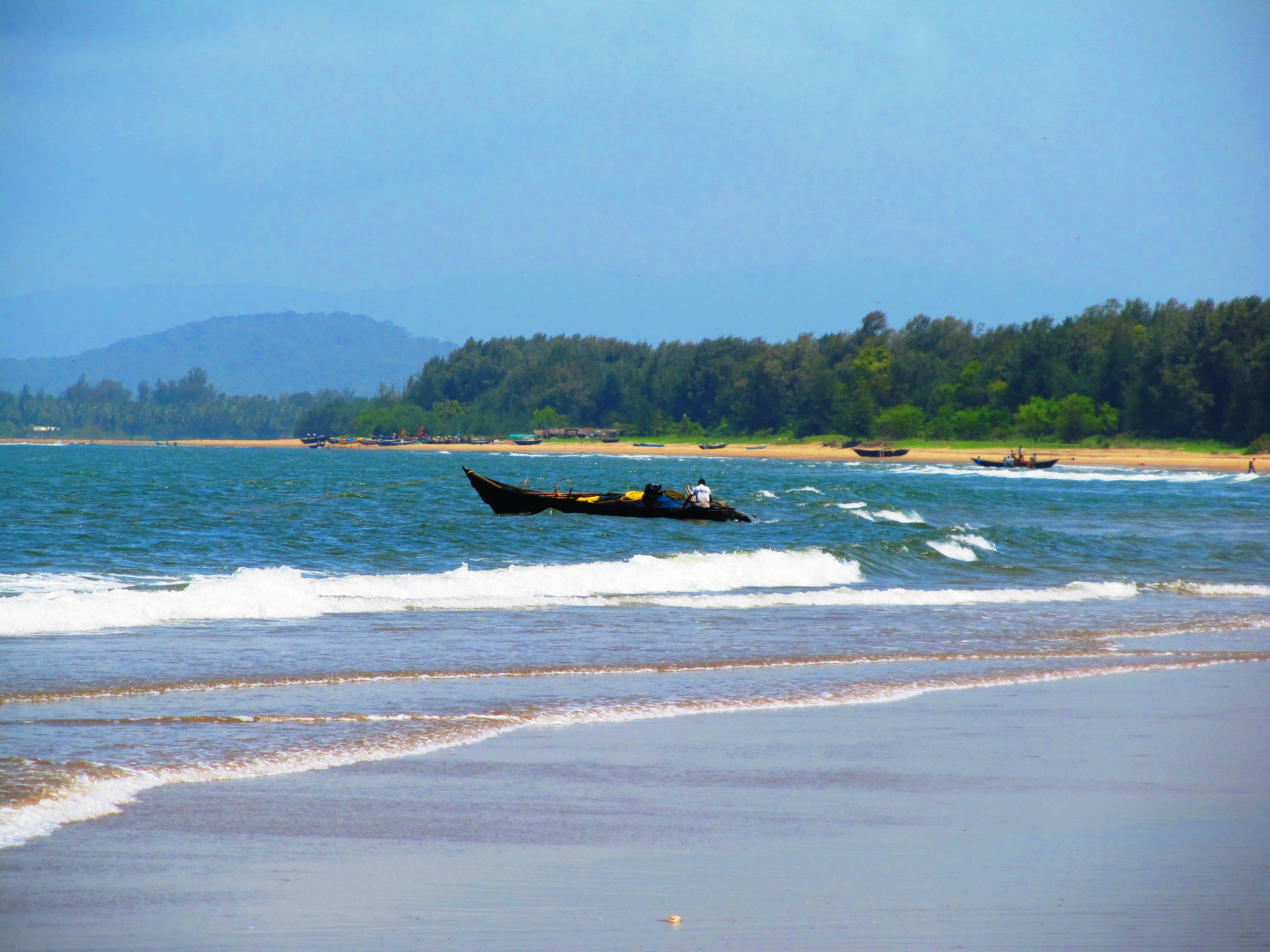
Пляж Карвар

Доля лесов в Карнатаке составляет около 20,19 % от общей площади (38 724 км²), что ниже среднеиндийского показателя (23 %), но значительно выше доли лесов в соседних штатах.
Флора и фауна Карнатаки отличается биоразнообразием. В штате обитает около 25 % индийской популяции слонов и около 10 % популяции тигров. В Карнатаке расположены 5 национальных парков: Анши, Бандипур, Баннергхатта, Кудремукх и Нагархол. Имеется также 25 заповедников, 7 из которых — птичьи заповедники. Фауна включает такие виды, как индийский слон, гаур, индийский замбар, аксис, леопард, индийский макак, тонкий лори, мусанг, малая цивета, губач, красный волк, обыкновенный шакал и др.
Кроме того, территория штата служит домом для ряда видов, оказавшихся на грани вымирания. Подверженные наиболее значительной опасности исчезновения виды тропических деревьев включают Dipterocarpus bourdilloni, Hopea erosa и Hopea jacobi; Pinnatella limbata — редкий вид моха. Из фауны стоит отметить такие редкие виды, как индийский сип (Gyps indicus), Indirana gundia (вид лягушки) и micrixalus kottigeharensis (вид лягушки). Многие виды, обитающие в лесах региона, до сих не исследованы либо изучены весьма плохо. Из недавно открытых видов можно отметить таких представителей флоры, как Paracautleya bhatii (имбирь) и Isachne veldkampii (трава), оба вида были обнаружены в округе Удупи.
Национальный парк Анши расположен в округе Уттар-Каннада на западе штата и занимает территорию около 250 км². Высота этой местности — от 27 до 927 м над уровнем моря, уровень осадков составляет 4700 мм, здесь произрастают вечнозелёные тропические леса.
Парк Бандипур расположен в округе Чамараджанагар на юге штата, занимает территорию 874 км² и продолжается прилегающими национальными парками на территорию соседних Тамилнада и Кералы. В 1973 году Бандипур стал одним из первых индийских тигриных заповедников, в 1974 году получил статус национального парка. Растительность меняется от засушливых кустарниковых зарослей до тропических широколиственных лесов.
Парк Баннергхатта расположен в округе Бангалуру и занимает площадь 115 км². Высота меняется от 740 до 1034 м над уровнем моря, среднегодовой уровень осадков составляет 700 мм. Характерна кустарниковая растительность, вдоль рек и ручьёв — широколиственные леса.
Парк Кудремукх расположен на территории трёх округов: Дакшина-Каннада, Удупи и Чикмагалур. Занимает территорию 600 км², высоты варьируются от 134 до 1892 м, растительность представлена вечнозелёными тропическими лесами.
Парк Нагархол имеет территорию 575 км², через парк протекает река Нагархол. Западная часть парка покрыта вечнозелёными тропическими лесами, для восточной границы характерна более засушливая лесная растительность. Для лесов характерны такие виды деревьев, как палисандр и тик.

## Административно-территориальное деление
Штат включает в себя 30 округов:
1. Багалкот (создан в 1997 году)
2. Белгаум
3. Беллари
4. Бидар
5. Биджапур
6. Гадаг (создан в 1997 году)
7. Городской округ Бангалор
8. Гулбарга
9. Даванагере (создан в 1997 году)
10. Дакшина-Каннада
11. Дхарвад
12. Кодагу
13. Колар
14. Коппал (создан в 1997 году)
15. Майсур
16. Мандья (создан в 1939 году)
17. Райчур
18. Раманагара (создан в 2007 году)

Районы штата.

19. Сельский округ Бангалор (создан в 1986 году)
20. Тумкур
21. Удипи (создан в 1997 году)
22. Уттара-Каннада
23. Хавери (создан в 1997 году)
24. Хасан
25. Чамараджанагар (создан в 1997 году)
26. Чикбаллапур (создан в 2007 году)
27. Чикмагалур
28. Читрадурга
29. Шимога
30. Ядгир (создан в 2009 году)

## Население

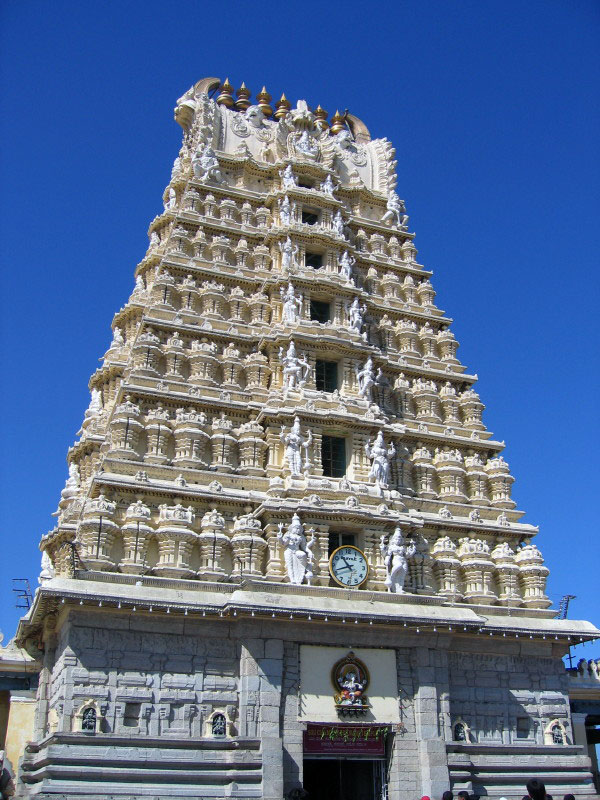
Храм Храм Чамундешвари в Майсуре

По данным переписи 2001 года, население Карнатаки составляет 52 850 562 человек, из которых 50,9 % составляют мужчины и 49,1 % — женщины. По сравнению с данными 1991 года население выросло на 17,3 %. Плотность населения составляет 276 чел/км². Городское население составляет 34 %, уровень грамотности — 66,6 % (76,1 % у мужчин и 56,9 % у женщин).
По данным переписи 2001 года, население Карнатаки составляет 52 850 562 человек, из которых 50,9 % составляют мужчины и 49,1 % — женщины. По сравнению с данными 1991 года население выросло на 17,3 %. Плотность населения составляет 276 чел/км². Городское население составляет 34 %, уровень грамотности — 66,6 % (76,1 % у мужчин и 56,9 % у женщин).
Индуисты составляют 83 % населения, мусульмане — 11 %, христиане — 4 %, джайнисты — 0,8 %, буддисты — 0,7 %.
Официальный язык штата — каннада; он является родным для 66,26 % его жителей. Носители урду составляют примерно 10,5 %, телугу — 7,03 %, тамильского — 3,55 %, маратхи — 3,6 %, тулу — 2,84 %, хинди — 1,9 %, конкани — 1,8 %, малаялам — 1,7 %.
Динамика численности населения:
- 1951 год — 19 402 000 чел.
- 1961 год — 23 587 000 чел.
- 1971 год — 29 299 000 чел.
- 1981 год — 37 136 000 чел.
- 1991 год — 44 977 000 чел.
- 2001 год — 52 851 000 чел.[5]
- 2011 год — 61 130 704 чел.

Крупнейшие города:
- Бангалор — 4 292 223 чел.
- Хубли — 786 018 чел.
- Майсур — 742 261 чел.
- Гулбарга — 427 929 чел.
- Белгаум — 399 600 чел.
- Мангалор — 398 745 чел.

Некоторые другие демографические характеристики:
- Рождаемость: 2,2 %
- Смертность: 0,7 %
- Детская смертность: 5,5 %
- Материнская смертность: 0,2 %
- Фертильность: 2,2 %[6]

## Языки и литература

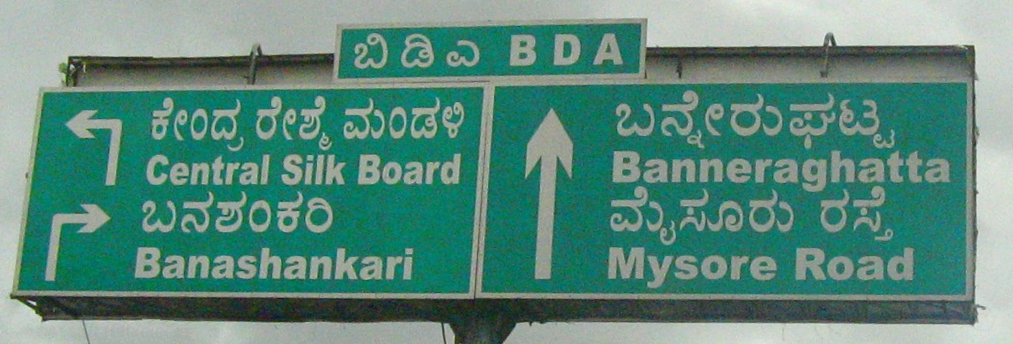
Двуязычный дорожный указатель (на каннада и английском) в Бангалоре

Язык каннада относится к дравидийской языковой семье наряду с такими языками, как тамильский, телугу и малаялам. В качестве его письменности используется письмо каннада типа абугида. На западе штата — в округах Дакшина-Каннада и Удупи — распространён дравидийский язык тулу. Вместе с частью керальского округа Кесарагод они составляют тулуязычный регион — так называемый Тулу Наду (Тулунад).
Язык каннада сыграл важную роль в объединении территорий по языковому признаку и формировании границ штата в 1956 году. Язык имеет давние литературные традиции: надпись Хамиди, считаемая самой ранней надписью на языке, относится к 450 году н. э., а наиболее раннее литературное произведение на нём — «Кавираямарга» — датируется 850 годом н. э. Известный современный поэт и писатель Кувемпу написал Jaya Bharata Jananiya Tanujate (ಜಯ ಭಾರತ ಜನನಿಯ ತನುಜಾತ) — гимн Карнатаки — и первым удостоился награды правительства штата «Karnataka Ratna». Современная литература на каннада играет важную роль на общеиндийской сцене. 7 писателей на каннада удостоились высшей литературной награды страны — премии Джнянпитх.
Среди мусульман штата широко используется урду.

## Политика

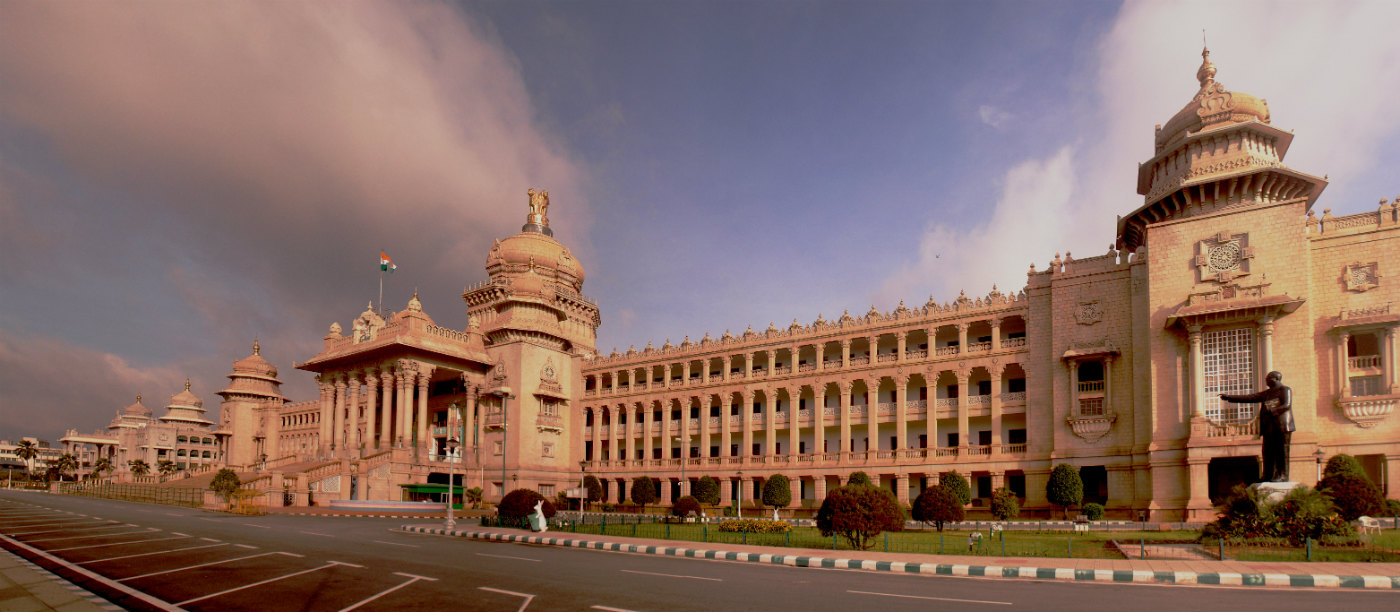
Здание Законодательного собрания штата Карнатака

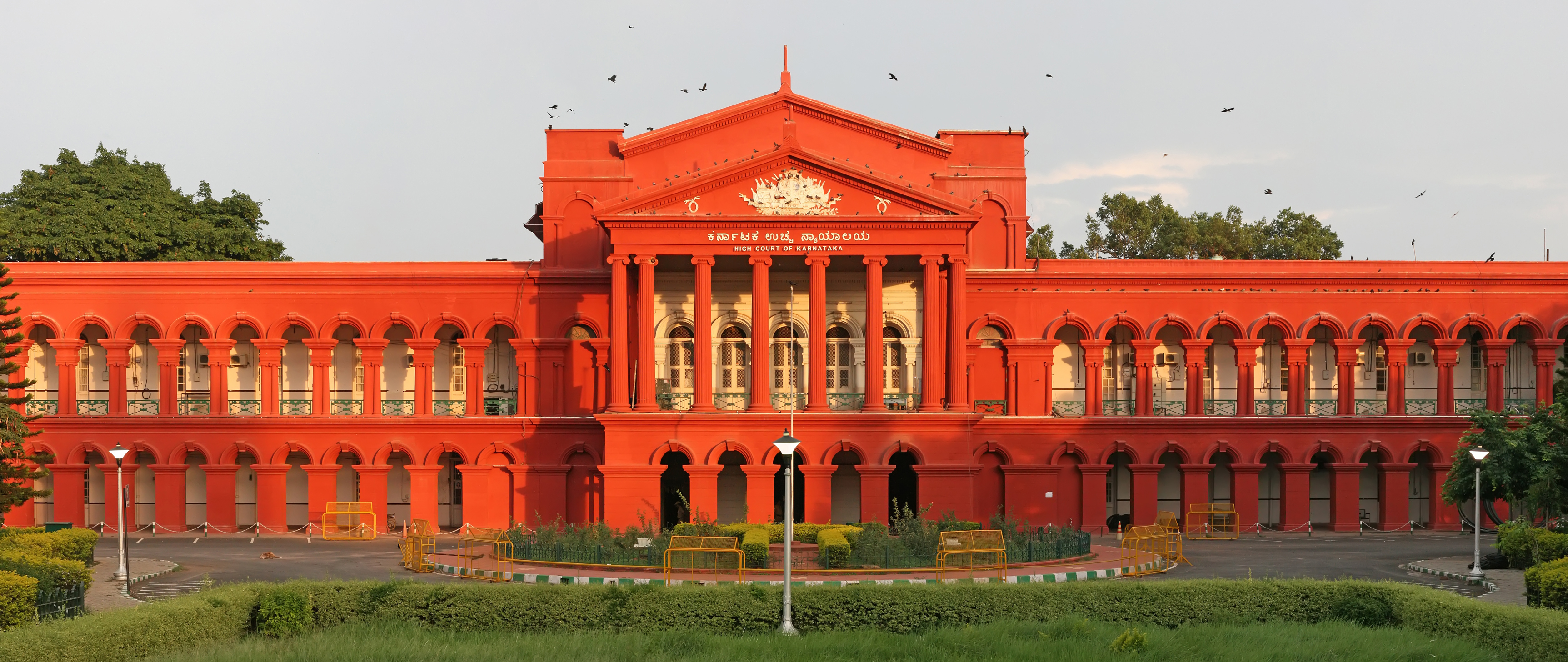
Здание Верховного суда штата Карнатака

На выборах в ассамблею штата в 2004 году ни Бхаратия Джаната Парти, ни Индийский Национальный Конгресс не получили большинства, и обе партии были вынуждены вести коалиционные переговоры с партией Джаната дал (светская), возглавляемой бывшим премьер-министром Х. Д. Деве Говда. Изначально правительство штата сформировали ИНК и ДД(с), однако в 2005 году основная часть депутатов от ДД(с) поддержала сына Деве Говда, Х. Д. Кумарасвами, в его стремлении создать коалицию с БДП. В итоге в ДД(с) произошёл раскол, и отколовшиеся депутаты создали коалиционное правительство с БДП.
Список губернаторов штата:
- 1956—1964: Джаячамараджа Водеяр Бахадур
- 1964—1965: С. М. Шринагеш
- 1965—1967: В. В. Гири
- 1967—1969: Гопал Сваруп Патхак
- 1969—1972: Дхарма Вира
- 1972—1976: Мохан Лал Сухадия
- 1976—1977: Ума Шанкар Дикшит
- 1977—1983: Говинд Нарайн

- 1983—1988: А. Н. Банерджи
- 1988—1990: П. Венкатасуббиа
- 1990—1991: Б. П. Сингх
- 1991—1999: Хуршед Алам Хан
- 1999—2002: В. С. Рамадеви
- 2002—2007: Т. Н. Чатурведи
- 2007—2009: Рамешвар Тхакур
- с 2009: Хансрай Бхардвай

## Экономика

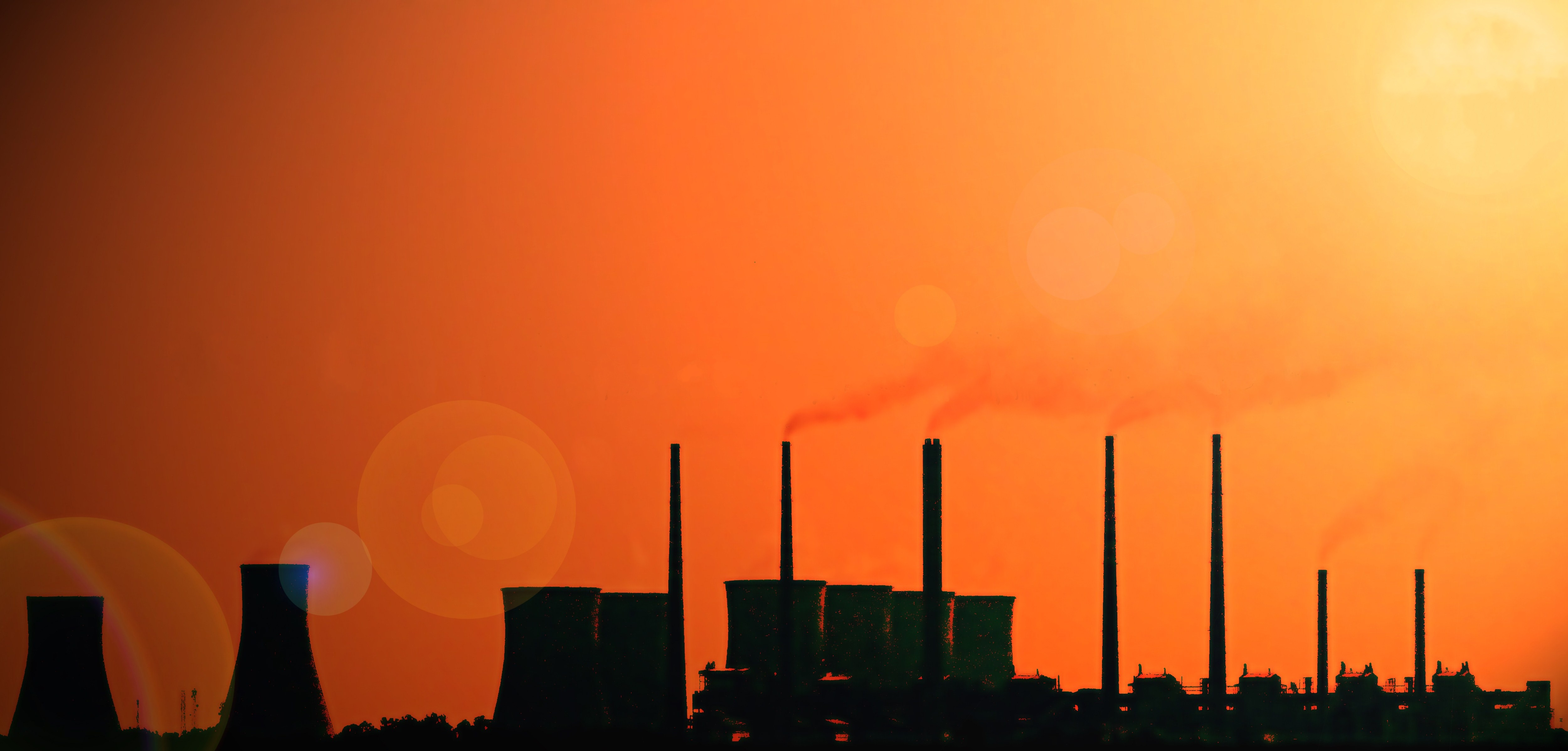
ТЭС Райчур

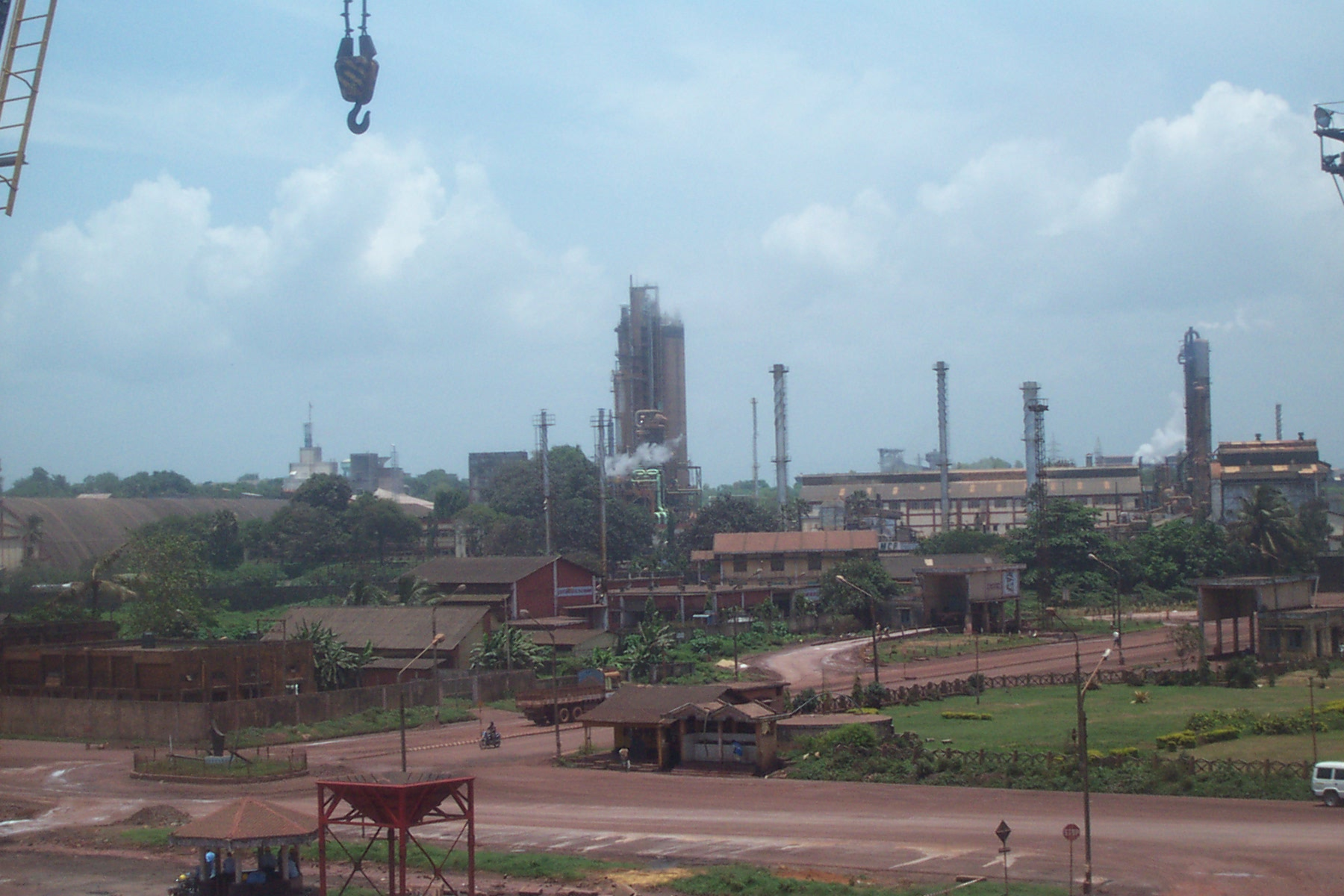
НПЗ Мангалор

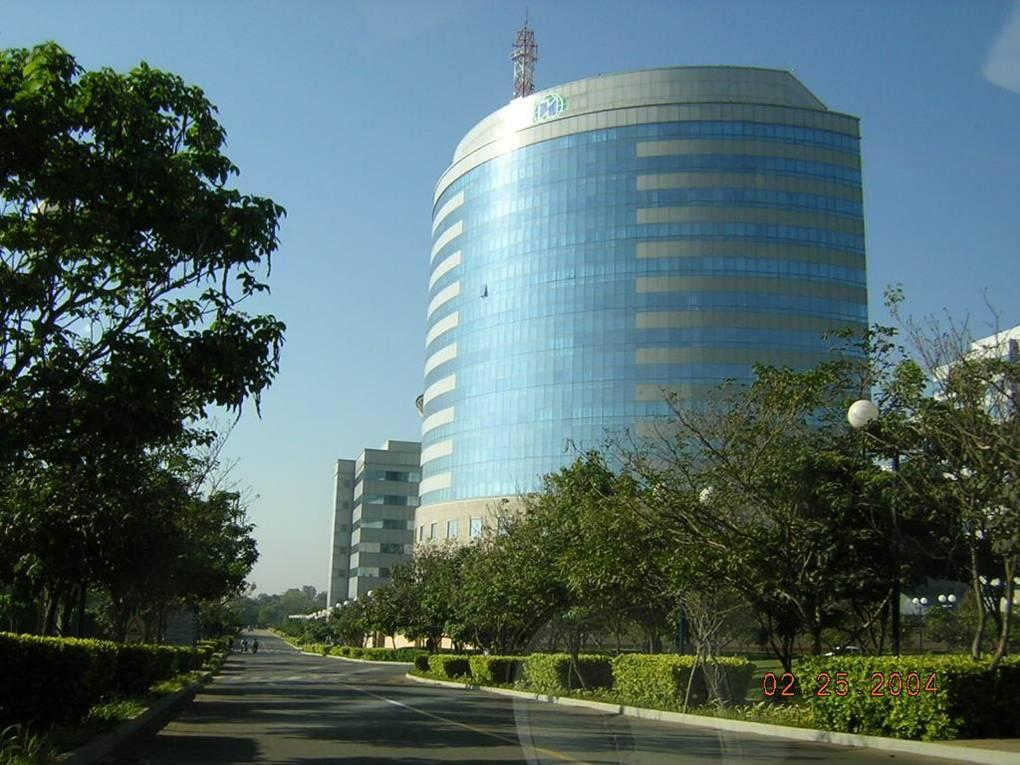
IT-парк в Бангалоре

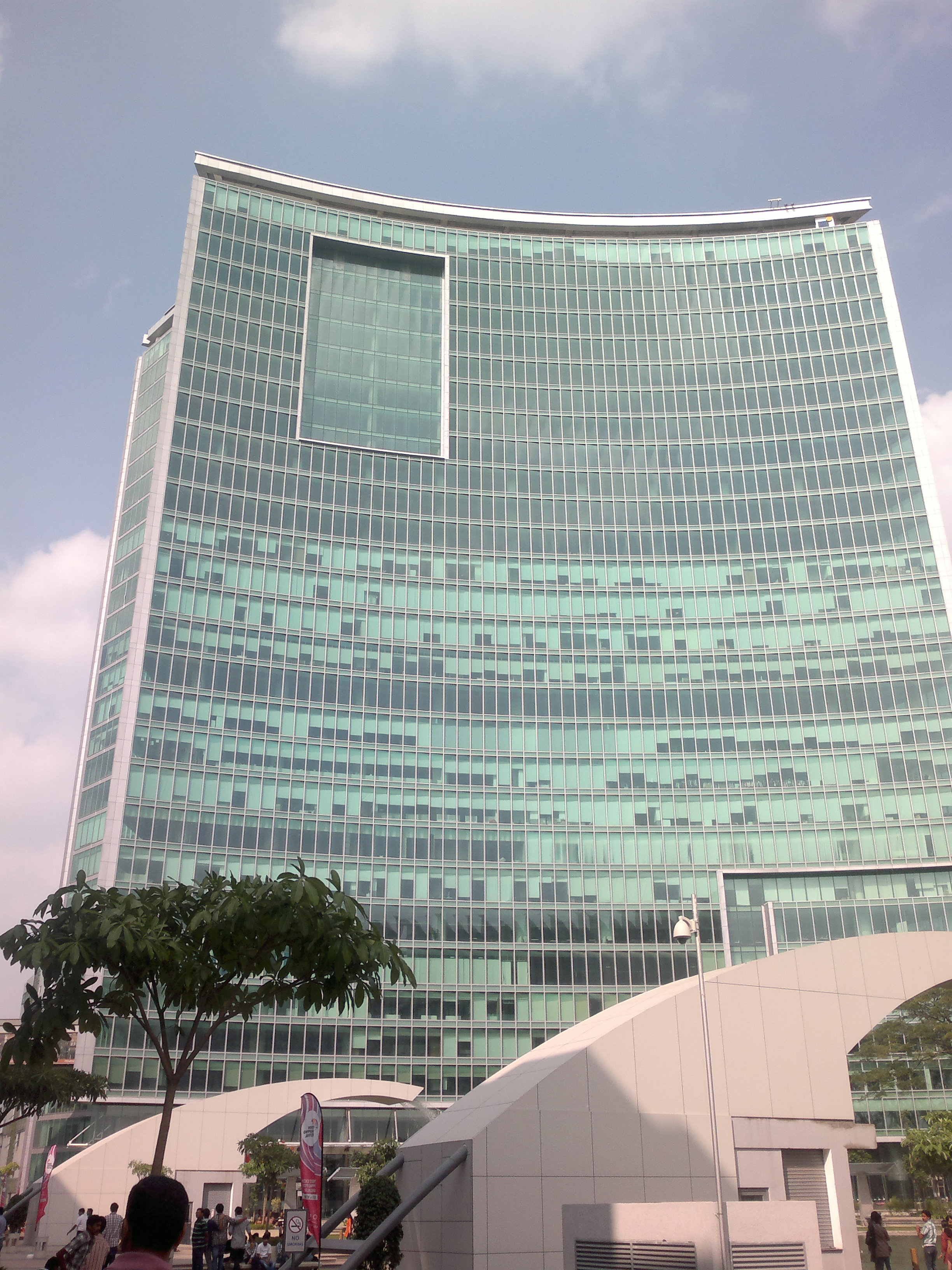
Всемирный торговый центр

В Карнатаке отмечен один из самых высоких в стране рост ВВП: 8,2 % в 2010—2011 год, в 2007—2008 рост составил 7 %. Доля Карнатаки в ВВП Индии составляет около 5,2 %. На 2008—2009 год ВВП штата составил 58,23 млрд долларов США.
Развито машиностроение (в том числе автомобилестроение, производство мотоциклов) и производство электроники. Дочерние компании Volvo и Toyota имеют свои штаб-квартиры в Бангалоре. Кроме того, в Бангалоре имеет штаб-квартиру Индийское национальное космическое агентство Indian Space Research Organization (ISRO). В Мангалоре имеется НПЗ, развита нефтехимическая промышленность, имеется завод по производству удобрений. Важную роль играет шёлковая промышленность региона.
Имеются месторождения золота, железной руды, известняка, кварца, марганца, бокситов и некоторых других полезных ископаемых. В округе Хасан добываются хромиты. Ряд компаний занимается производством цемента. Недавно были найдены месторождения урана в деревне Дешнур, вблизи Белгаум.
Карнатака — ведущий штат в индийском IT-секторе, поэтому его столицу, город Бангалор, называют «Кремниевой долиной Индии» (Silicon Valley of India). Кроме того, в Карнатаке размещается 55 % индийских компаний связанных с биотехнологиями (на 2006 год).

## Сельское хозяйство
Сельское хозяйство является основой экономики сельских районов штата. Обрабатывается 123 100 км² его земли (или 64,6 % от общей площади). Согласно переписи населения 2001 года, в этом секторе занято около 56 % рабочей силы штата. Сельское хозяйство штата сильно зависит от муссонов, только 26,5 % посевных площадей имеют ирригационную систему. Основные культуры: рис, дагусса, кукуруза, бобовые, сорго, масличные. Выращивается также сахарный тростник, хлопок, орех кешью, кардамон, перец чили и др.
Карнатака — один из крупнейших производителей грубых зерновых, кофе и шёлка-сырца среди штатов страны. Кроме того, Карнатака — второй штат в Индии по производству цветов.

Сельское хозяйство Карнатаки
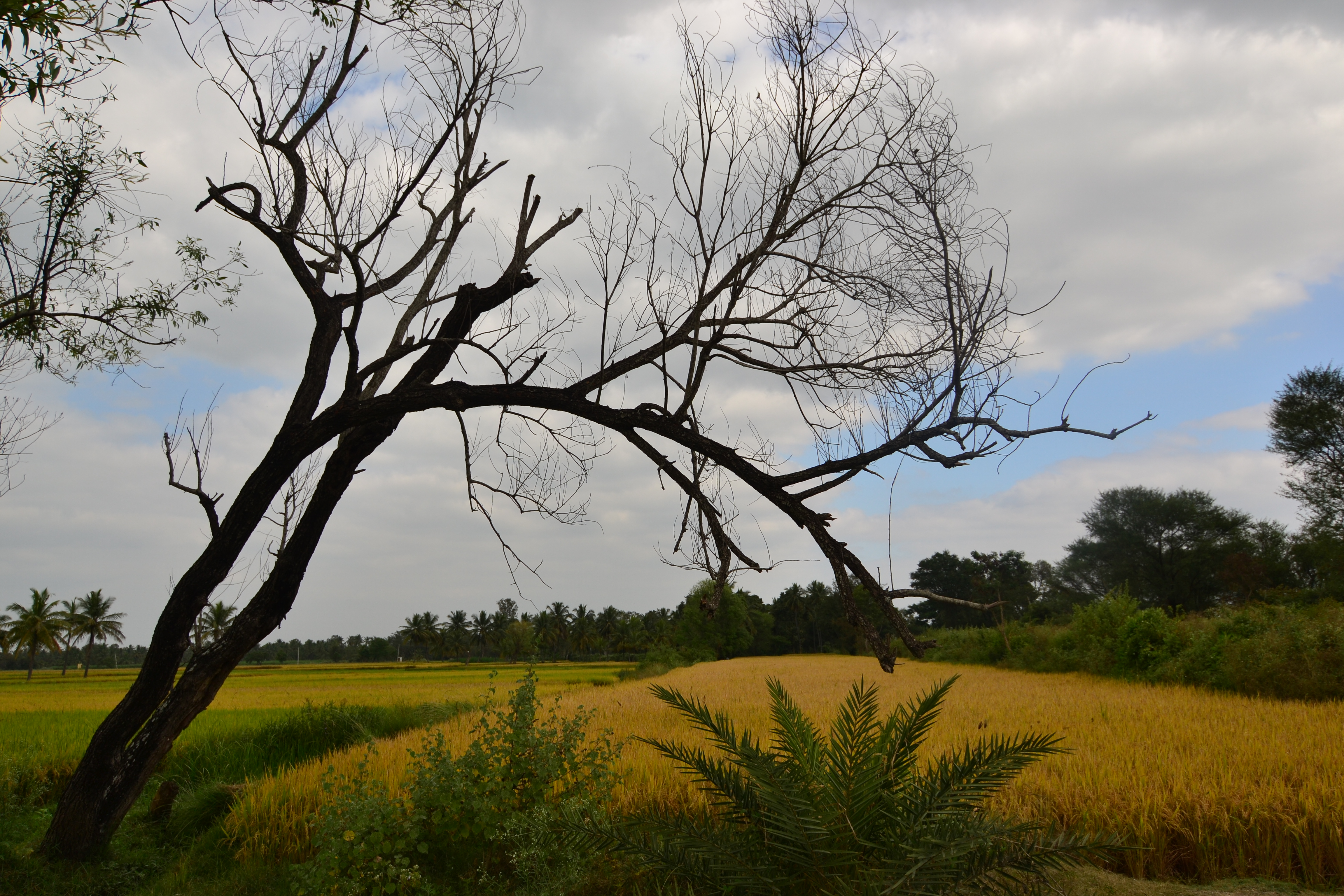
Рисовые поля Мандя
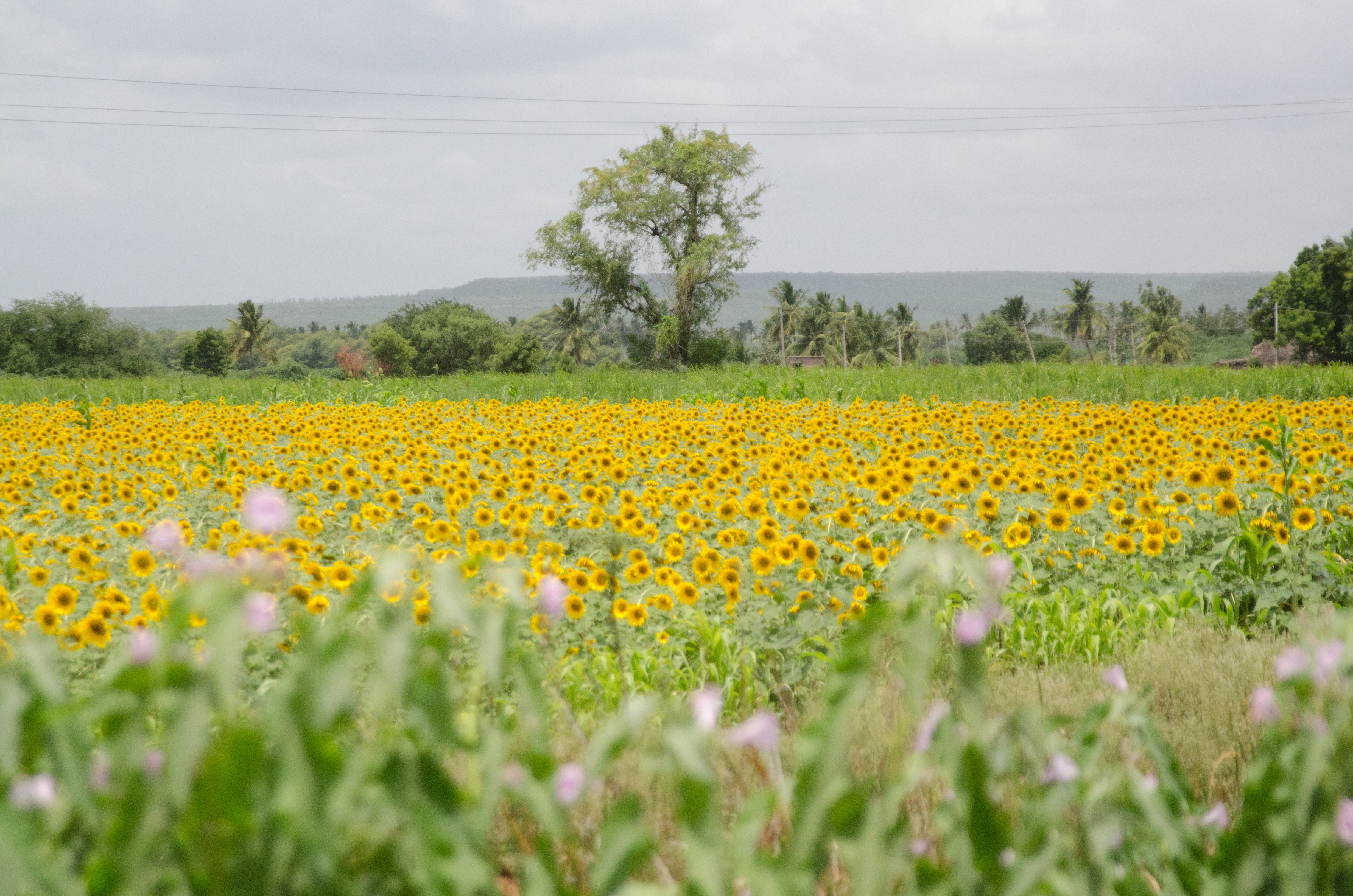
Подсолнечное поле Беллари
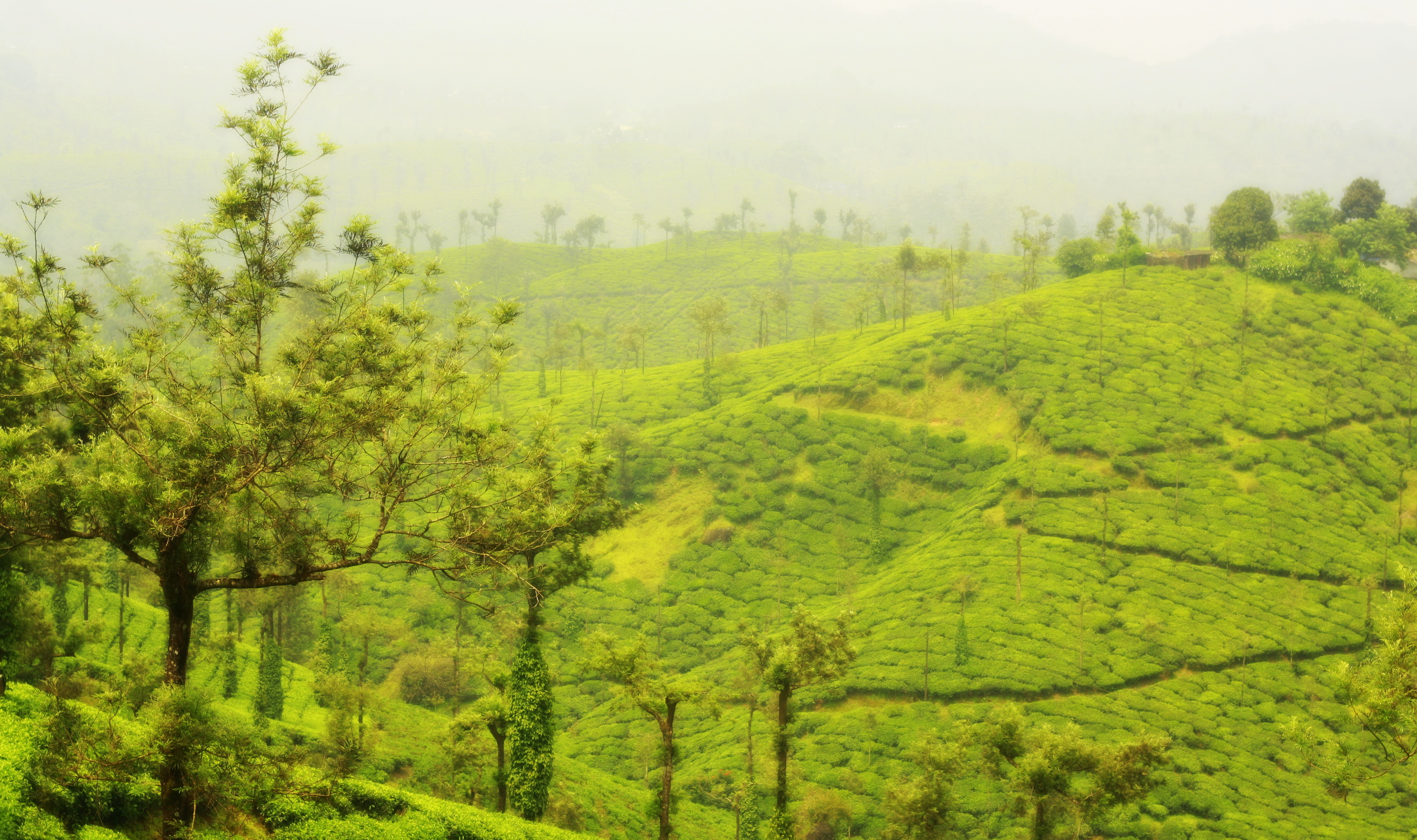
Чайные плантации Чикамаглура
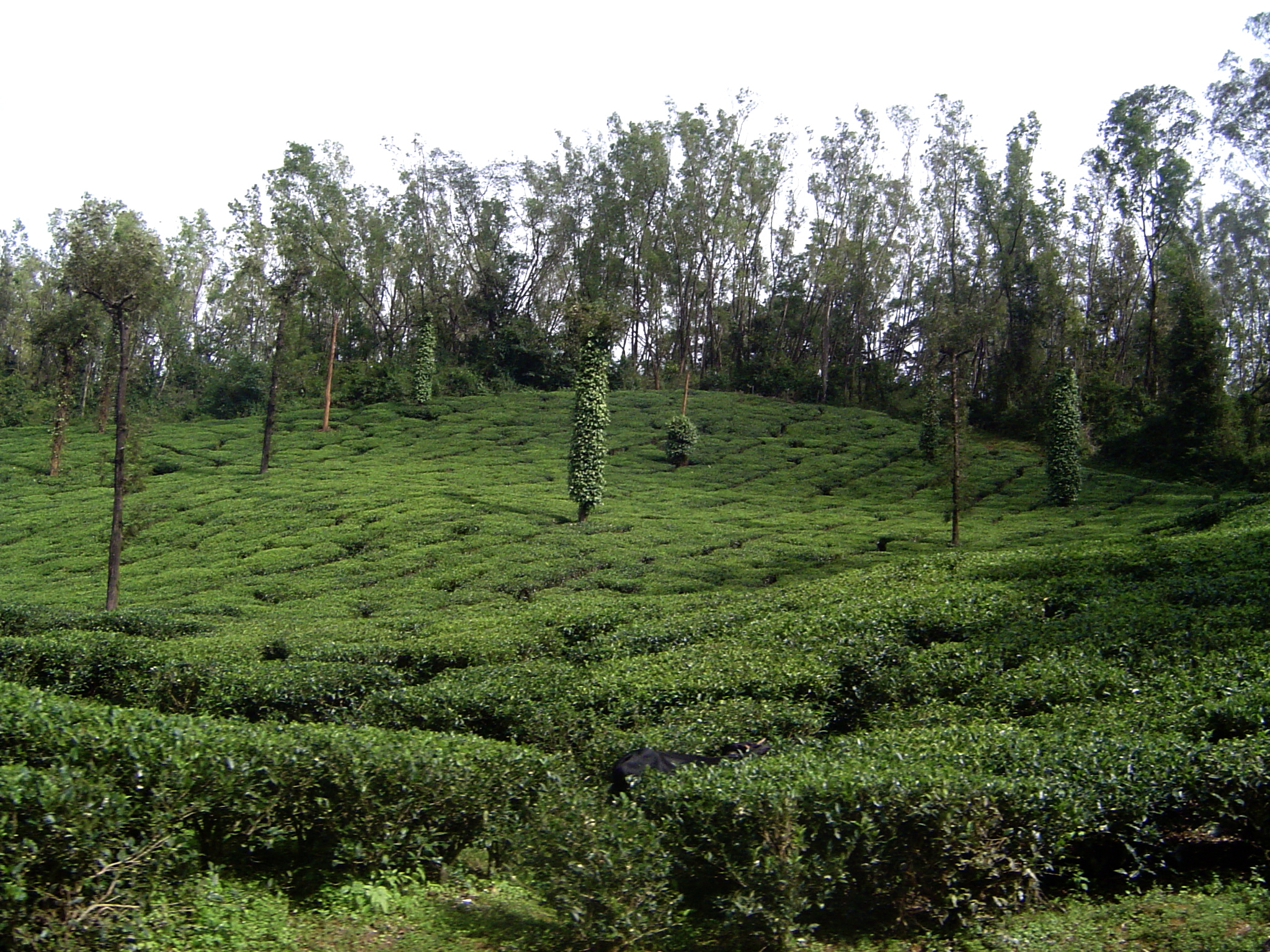
Плантации кофе в Мангалоре
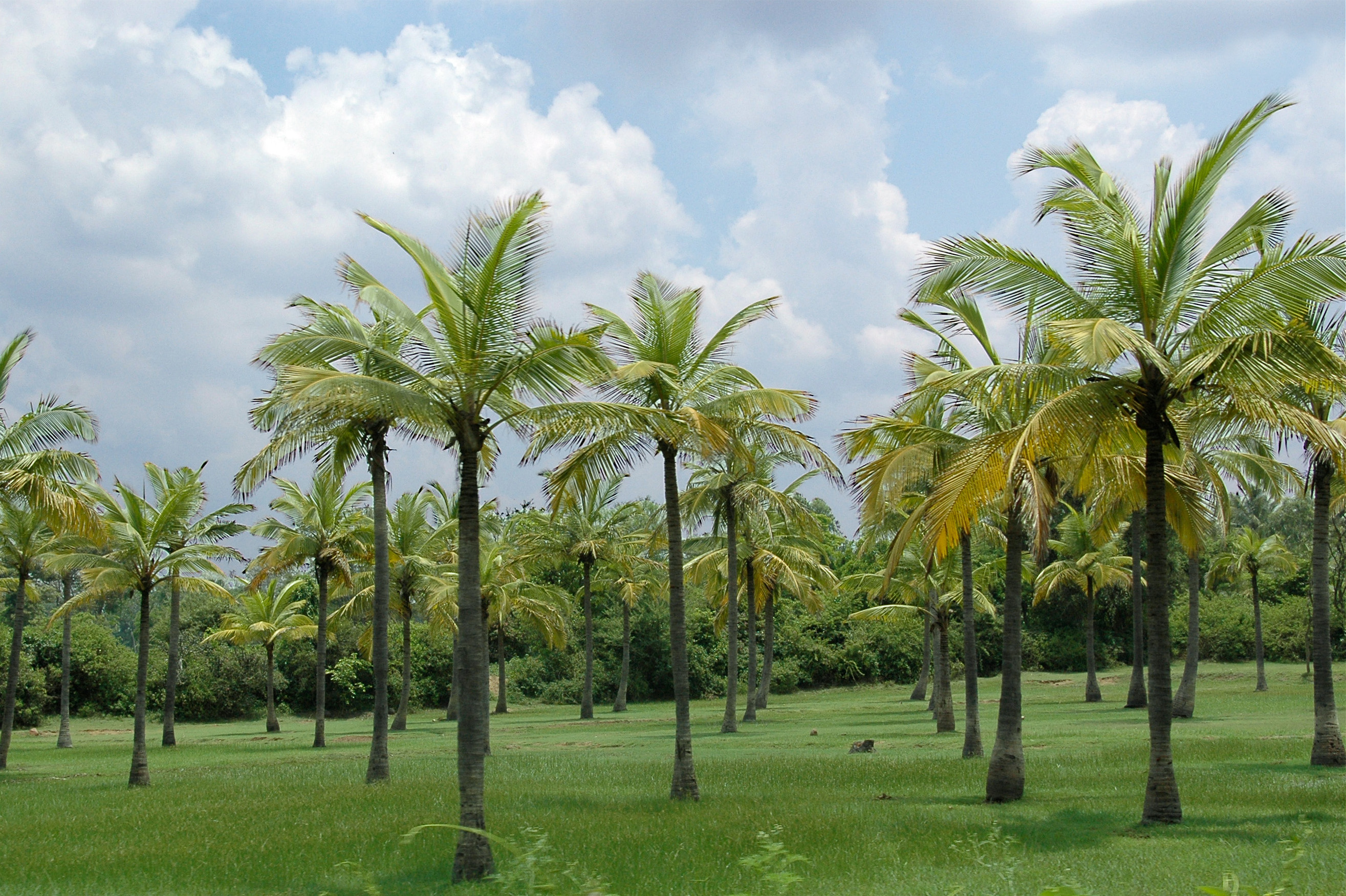
Кокосовая плантация Тумкур

## Транспорт

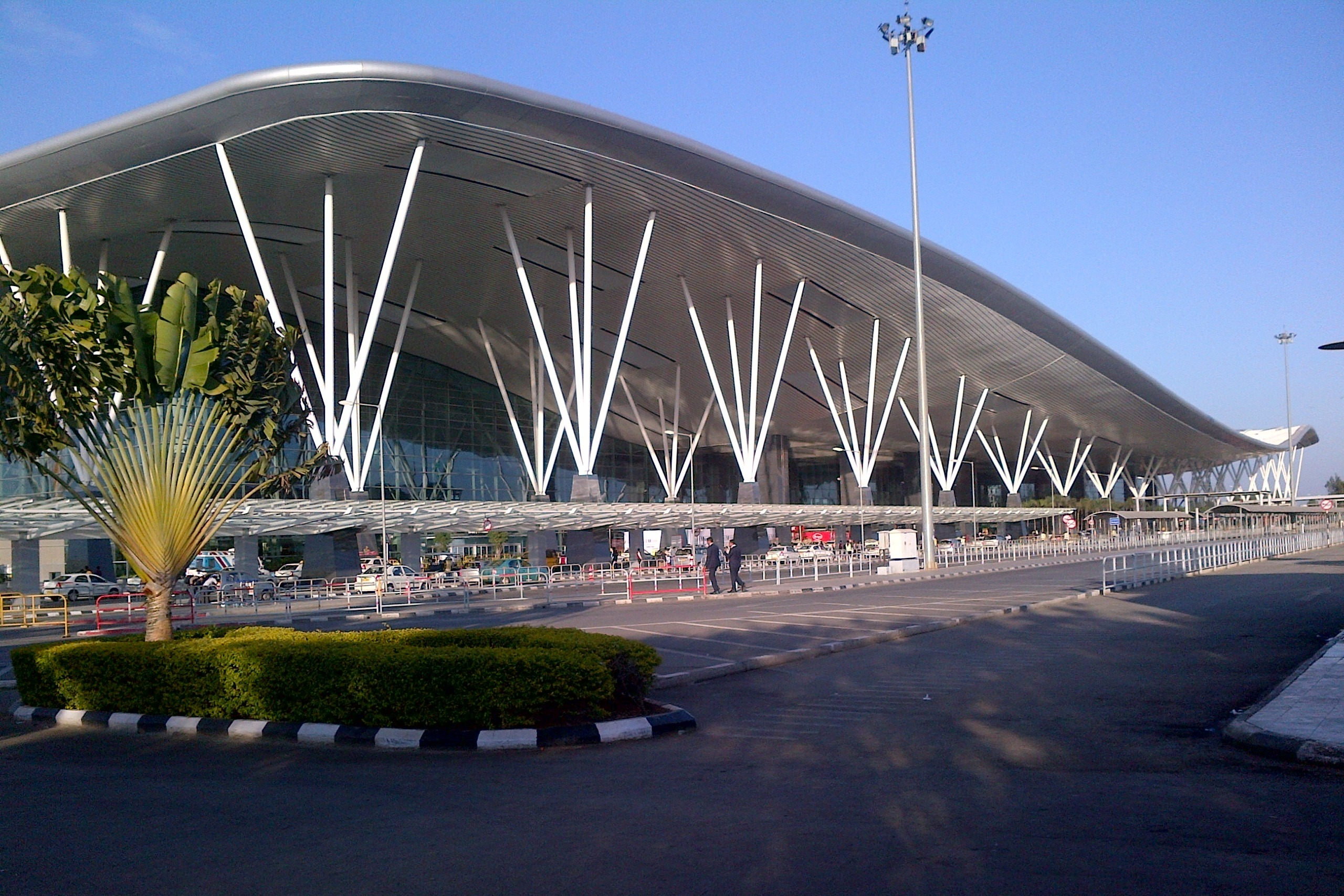
Международный аэропорт Бангалор

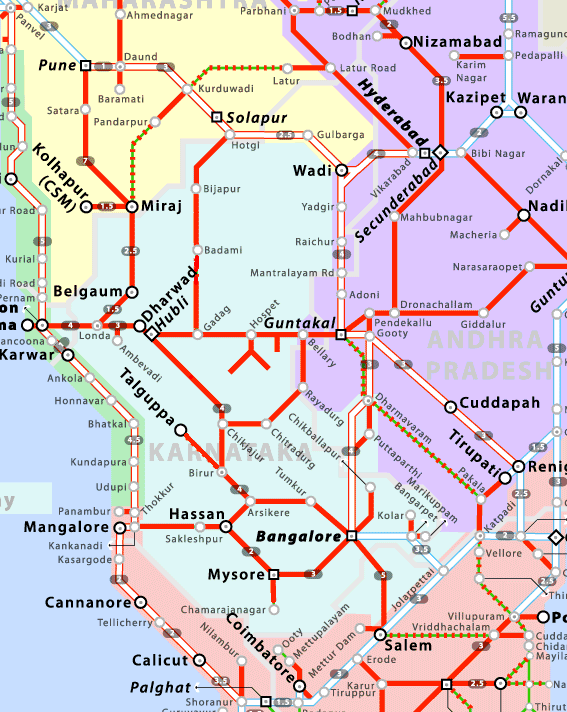
Железнодорожная карта Карнатаки

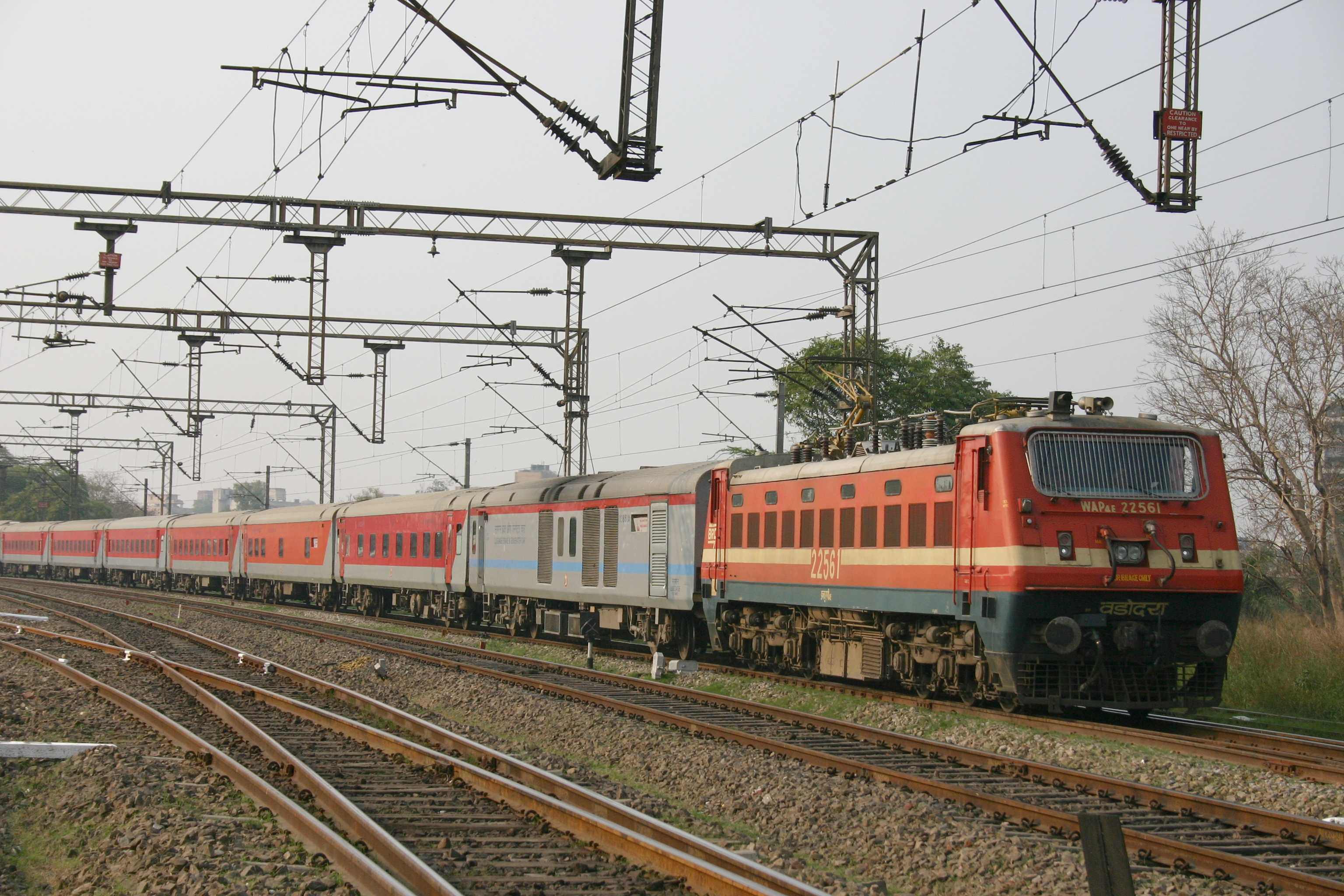
Электропоезд в Карнатаке

Международные аэропорты имеются в двух городах штата — Бангалоре и Мангалоре. Бангалорский аэропорт Bangalore International Airport (BIAL) — один из наиболее загруженных в Индии, кроме того он является штаб-квартирой таких авиакомпаний, как Air Deccan и Kingfisher Airlines.
Железнодорожная сеть штата включает 3089 км и делится на несколько зон. Столица Карнатаки, Бангалор, удобно связана железными дорогами с другими городами Индии и с различными районами внутри штата. Тем не менее железнодорожная система штата всё ещё остаётся неразвитой, многие крупные города Карнатаки не имеют хорошего сообщения друг с другом или не связаны с ж/д сетью совсем.
Имеется один крупный порт (Новый Мангалур) и 10 небольших местных портов. Трафик мангалорского порта на 2006—2007 года составил 32,04 млн тонн, из них 17,92 млн тонн составил импорт и 14,12 млн тонн — экспорт. Транспортные сообщения по рекам штата развиты плохо.
Протяжённость национальных шоссе составляет 3973 км. Общественный транспорт штата находится в ведении компании Karnataka State Road Transport Corporation (KSRTC), перевозящей ежедневно порядка 2,2 млн пассажиров.

## Культура

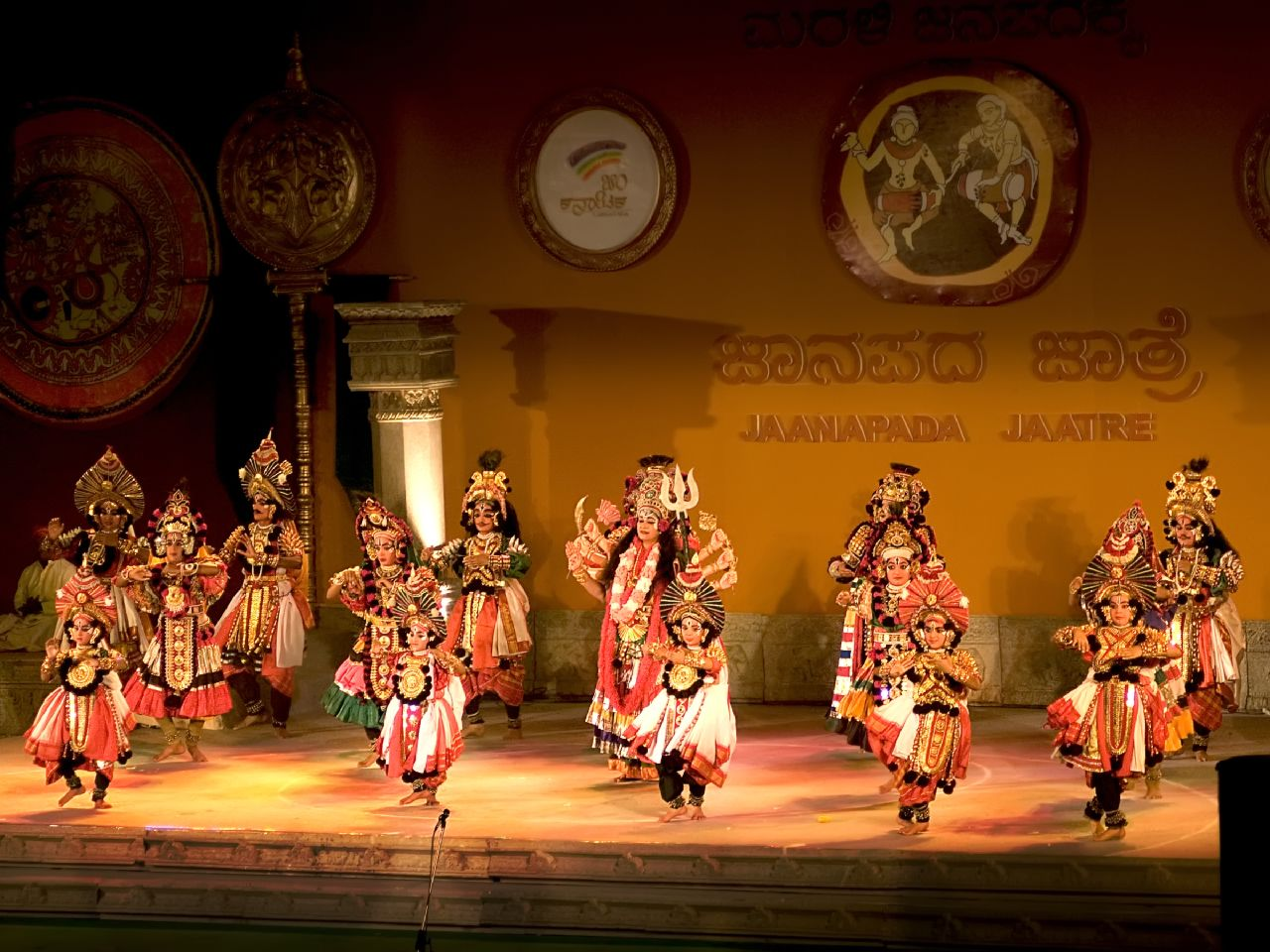
Артисты якшагана

Этническое, языковое и религиозное разнообразие населения региона в сочетании с долгой историей внесли огромный вклад в разнообразие культуры этих мест. Кроме народа каннара, штат служит домом для народов тулу, кодава и конкани. Здесь такие народности, как солига, йерева, тода и сидди, а также общины тибетских буддистов.
Народное искусство охватывает музыку, танцы, искусство сказителей и др. Одним из главных составляющих театрального искусства штата является танцевально-драматическое искусство якшагана. Современное театральное искусство остаётся ярким и разнообразным вместе с такими организациями, как Ninasam, Ranga Shankara, Rangayana и Prabhat Kalavidaru. Популярные танцевальные формы включают вирагас, камсал, колата и доллу-кунитха. Остаётся популярным и майсурский стиль бхаратанатьям.
Карнатака занимает особое место и в мире индийской классической музыки с двумя стилями: карнатака (карнатский) и хиндустани, имеющие здесь ряд приверженцев. Один из наиболее выдающихся композиторов карнатской музыки считается Пурандара Даса, которого часто называют «Отцом карнатакской музыки».
Такие выдающиеся исполнители хиндустани, как Гангубай Хангал, Малликарджун Мансур, Бхимсен Джоши, Басаварая Раягуру, Савай Гандхарва и многие другие родились в Карнатаке, многие из них удостаивались таких почётных наград как Калидас Самман, Падма Бхушан и Падма Виббушан.
Гамака — другой жанр классической музыки, имеющий место в Карнатаке. Бхавагит — жанр популярной музыки, черпающий вдохновение из экспрессивной поэзии современных поэтов. Майсурская школа живописи выпустила таких художников, как Сундарайя, Танявур Кондайя, Б. Венкатаппа и Кешавайя. Организация Читракала Паришат направлена на продвижение живописи — главным образом, в майсурском стиле.
Кухня Карнатаки включает многие как вегетарианские так и невегетарианские блюда и имеет влияния как соседних южноиндийских штатов, так и более северного штата Махараштра. Некоторые наиболее типичные блюда включают: биси-беле-батх, джолада-ротти, чапати, раги-ротти, акки-ротти, саару, хули, ванги-батх, кхара-батх, кесари-батх и др.

## Образование

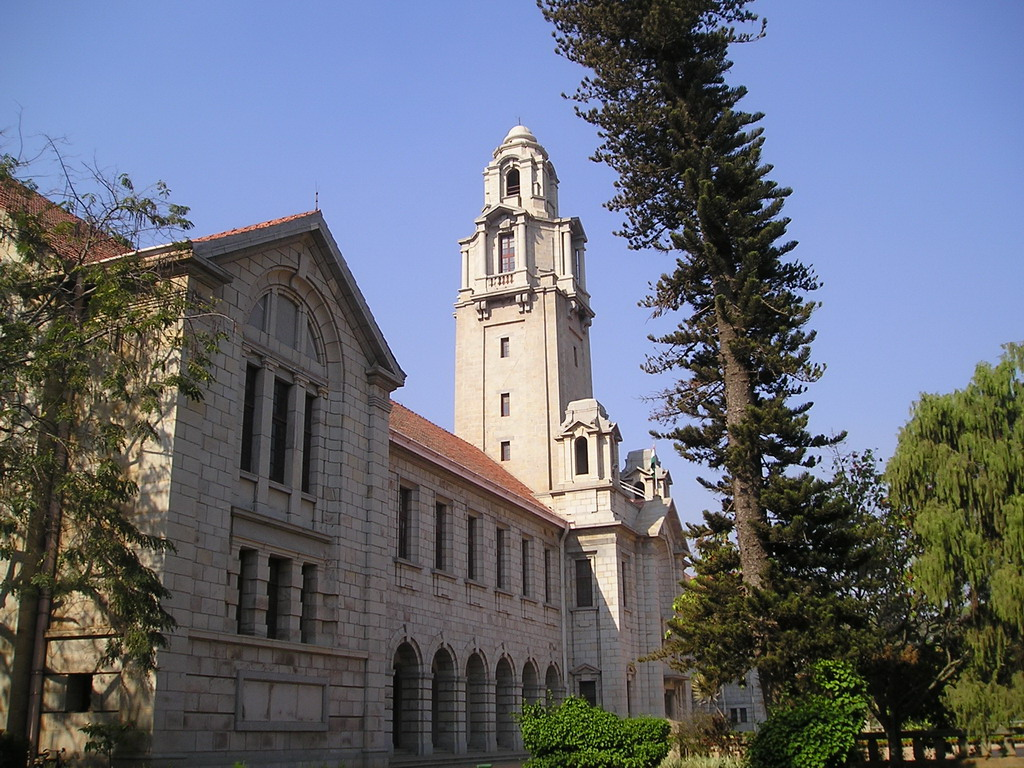
Индийский институт науки

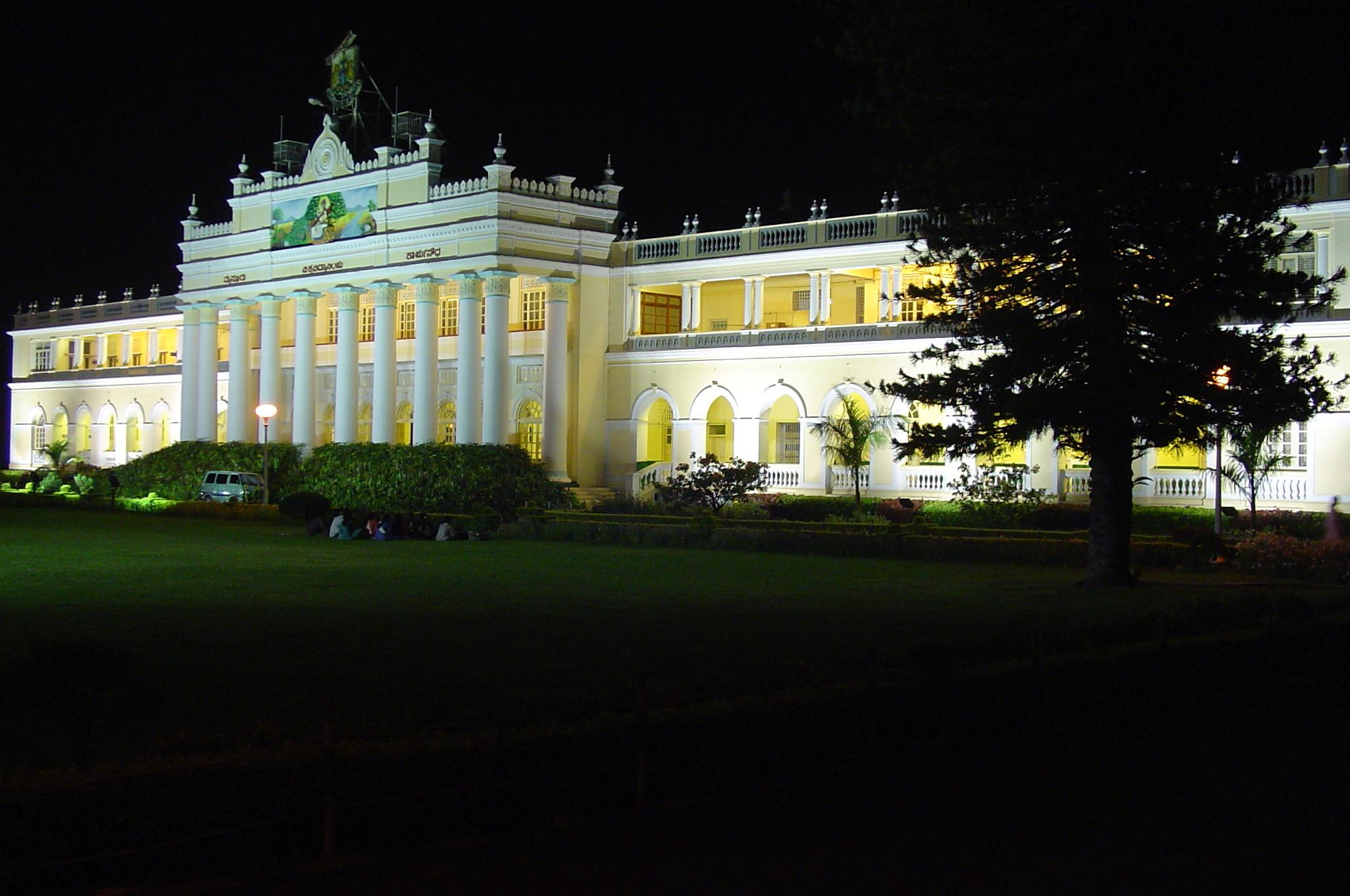
Университет Майсура

На 2011 год уровень образования населения штата составил 75,60 %. В Карнатаке расположены несколько ведущих индийских образовательных и исследовательских институтов, таких как: Indian Institute of Science, Indian Institute of Management, National Institute of Technology Karnataka, National Law School of India University.
На март 2006 года в Карнатаке имелось 54 529 начальных школ, где обучалось около 8,5 млн детей и работали около 252 875 педагогов. На тот же год имелось 9 498 средних школ, где обучалось около 1,4 млн школьников и работали 92 287 педагогов. Основные языки преподавания — каннада и английский.

## Медиа
Наиболее популярными газетами на каннада являются «Виджая Карнатака», «Виджаявани», «Праджавани», «Удаявани», «Самьюкта Карнатака», «Каравали але» и др. Наиболее продаваемая англоязычная газета — The Times of India. В Майсуре издаётся единственная газета на санскрите — «Судхарма».
Каналы на каннада включают: Udaya TV, Ushe TV, Zee Kannada, U 2, Asianet Suvarna и др. В 1935 году в Карнатаке начала вещание первая частная индийская радиостанция. В Мангалуре издаётся газета Варта бхарати.

## Достопримечательности

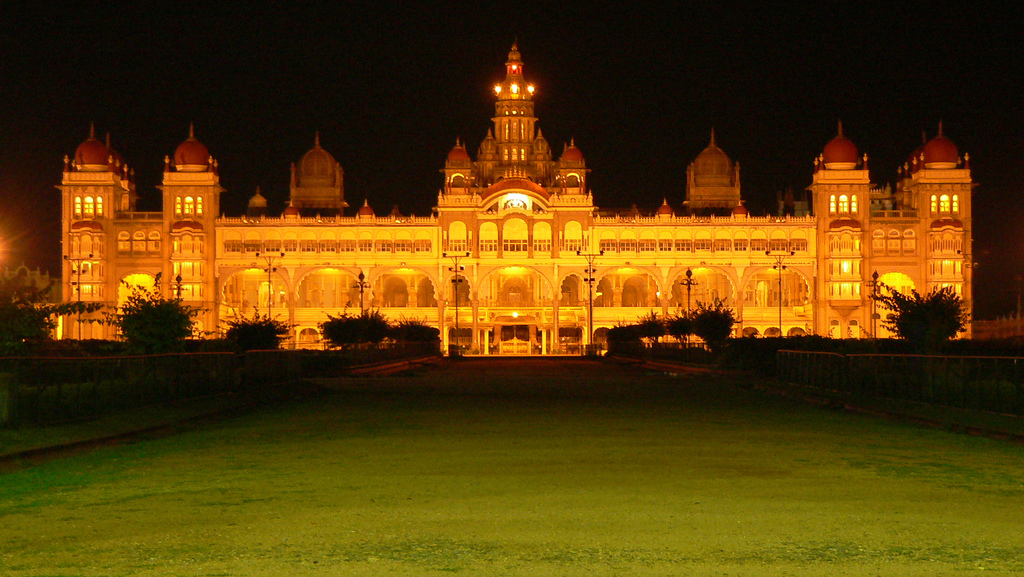
Дворец Майсура

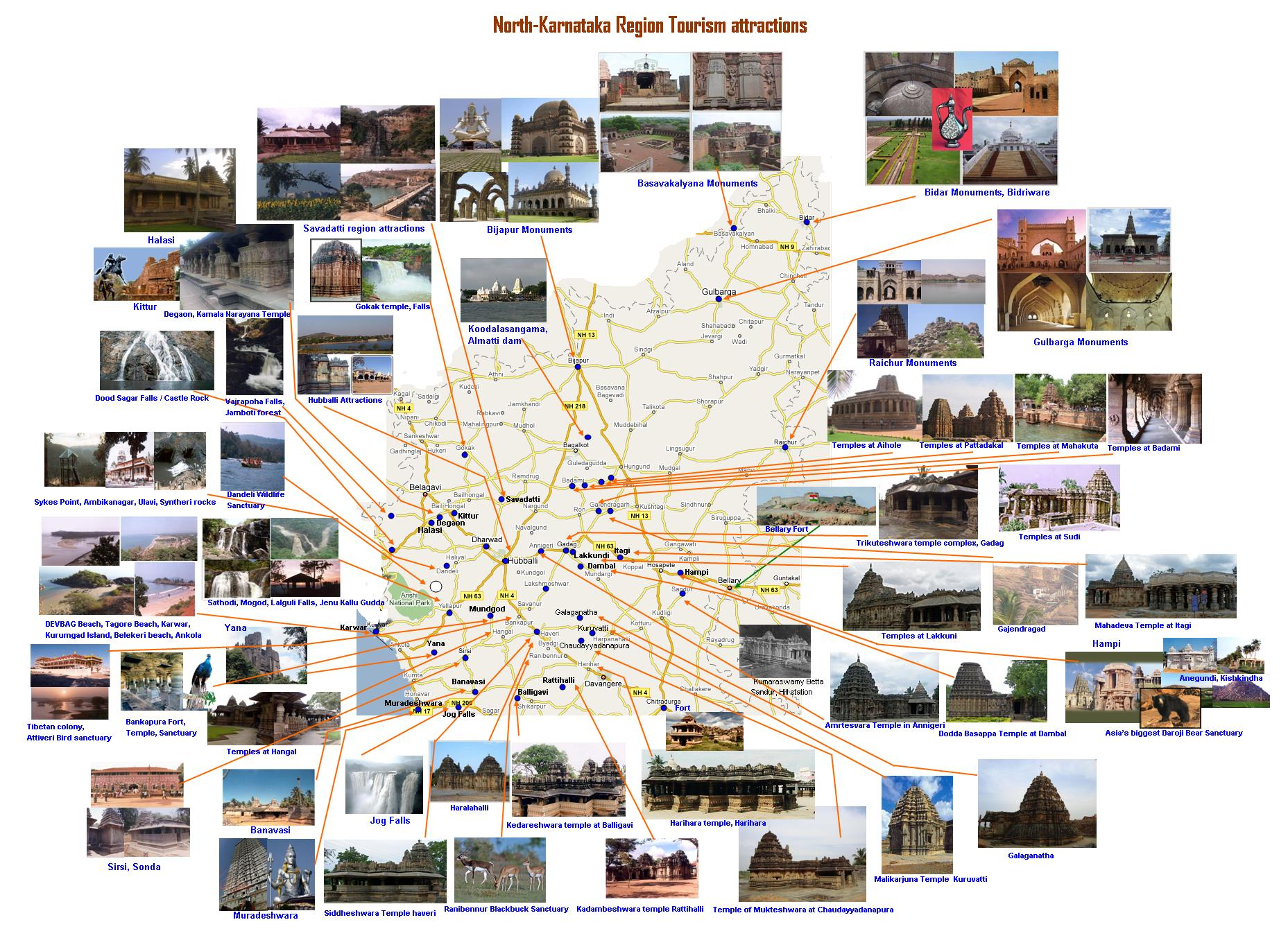
Достопримечательности на севере штата

- В Майсуре, бывшей столице всей Южной Индии включая нынешние Карнатаку, Тамилнад и значительную часть Кералы, и старой столице штата, сосредоточен ряд дворцов, привлекающих внутренний туризм, несмотря на сравнительно небольшую древность. Над городом возвышается священная гора с храмом Махишасурамардини и другими.
- Джайнская святыня — колоссальная статуя святого Бахубали — Гоматешвара.
- Поселения тибетских беженцев, созданные в 1960-х гг. XX в., располагают рядом храмов, встречающихся только в Северной Индии и Тибете.
- Современная столица штата, Бангалор, располагает копией Виндзорского дворца, выполненного по заказу местного раджи.
- На пути между Бангалором и Майсором расположена заброшенная усадьба русского художника Святослава Рериха и его супруги Девики Рани, на территории которой они захоронены.